# Joe Calzaghe
Joseph William Calzaghe CBE (* 23. März 1972 in London-Hammersmith, Vereinigtes Königreich) ist ein ehemaliger italienisch-walisischer Boxer und Weltmeister im Supermittelgewicht der Verbände WBA, WBC, WBO und IBF.
In 46 Kämpfen ungeschlagen, beendete er im Februar 2009 seine Karriere und wurde damit zum dritten europäischen Boxer neben Terry Marsh und Sven Ottke, welcher ungeschlagen als Weltmeister abtrat. Zum Zeitpunkt seines Rücktritts wurde er vom Ring Magazine auf Rang 3 der besten Boxer ungeachtet der Gewichtsklassen geführt. Calzaghe besaß den WBO-Titel über zehn Jahre lang und gewann 21 Titelverteidigungen, was als eine der längsten Titelregentschaften und eine der längsten Serien von WM-Titelverteidigungen der Boxgeschichte gilt. 2014 fand er Aufnahme in die International Boxing Hall of Fame.

## Amateur
Joe Calzaghe begann im Alter von neun Jahren mit dem Boxsport und wurde während seiner gesamten 25-jährigen Karriere von seinem Vater Enzo Calzaghe, einem italienischen Immigranten aus Sardinien, trainiert. Calzaghe war 1991 bis 1993 Englischer Meister im Weltergewicht, Halbmittelgewicht und Mittelgewicht. Er hat laut BBC etwa 120 Amateurkämpfe bestritten und dabei unter anderem Chris Byrd besiegt. Seine letzte Niederlage datierte aus dem Juli 1990, als er im Viertelfinale der Junioreneuropameisterschaften in Ústí nad Labem gegen den Rumänen Adrian Opreda verlor.

## Profikarriere
1993 wurde der Rechtsausleger Profi im Supermittelgewicht, zunächst unter Mickey Duff (1929–2014), dann unter Frank Warren, und beeindruckte durch seine Schnelligkeit, Schlagkraft und seine Schlagkombinationen. Bis zu seiner ersten WM-Chance gewann er 22 Kämpfe, davon 21 vorzeitig, 16 bereits innerhalb von zwei Runden. Dabei wurde er 1995 Britischer Meister und besiegte unter anderem Boxer mit positiven Bilanzen wie Mark Delaney (21-0), Tyler Hughes (12-0) und Luciano Torres (45-2).
Am 11. Oktober 1997 besiegte er Chris Eubank (45-2) einstimmig nach Punkten und hatte seinen Gegner auch zweimal am Boden. Er gewann damit den vakanten WBO-Weltmeistertitel, der vom zurückgetretenen Steve Collins niedergelegt worden war. In folgenden Titelverteidigungen besiegte er den Kroaten Branko Sobot (14-1), Juan Carlos Giménez (51-8) aus Paraguay, Robin Reid (26-1), den Australier Rick Thornberry (23-2) und David Starie (22-1). Nur der Kampf gegen Reid gestaltete sich dabei etwas ausgeglichener.
Im August 2000 besiegte er den US-Amerikaner Omar Sheika (20-1) durch TKO in der fünften Runde und konnte sich im Dezember 2000 auch gegen Richie Woodhall (26-2) durch TKO in der zehnten Runde durchsetzen. Im April 2001 gewann er bereits in der ersten Runde gegen den ungeschlagenen Deutschen Mario Veit (30-0) und erreichte im Oktober desselben Jahres einen weiteren vorzeitigen Sieg gegen den US-Amerikaner Will McIntyre (29-2).
Seinen nächsten Kampf, und damit seine bereits zehnte Titelverteidigung, bestritt er im April 2001 gegen Charles Brewer (37-8) und gewann einstimmig nach Punkten. Gegen Miguel Ángel Jiménez (21-1) aus Puerto Rico gewann er im August 2002 ebenso wie im Dezember 2002 gegen den US-Amerikaner Tocker Pudwill (39-4), Ersatzgegner für den ausgestiegenen Thomas Tate.
Am 28. Juni 2003 erlitt er gegen den von der WBO auf Platz 9 geführten Byron Mitchell (25-2) in der zweiten Runde den ersten Niederschlag seiner Karriere, kämpfte sich jedoch zurück und gewann noch in derselben Runde durch TKO. Einen weiteren vorzeitigen Sieg errang er im Februar 2004 gegen den Armenier Mher Mkrttschjan (18-1). Gegen den US-Amerikaner Kabary Salem (23-3) war Calzaghe erneut am Boden, erzielte jedoch ebenfalls einen Knockdown und gewann einstimmig nach Punkten. Im Mai 2005 kam es in der Volkswagen Halle Braunschweig zum Rückkampf mit Mario Veit (45-1), den Calzaghe erneut durch TKO gewann. Im September 2005 schlug er den Kenianer Evans Ashira (24-1) einstimmig.
Am 4. März 2006 besiegte er den IBF-Weltmeister Jeff Lacy (21-0) dominierend und überlegen nach Punkten und hatte seinen Gegner in der zwölften Runde auch am Boden. Er vereinte somit seinen WBO- mit dem IBF-Titel seines Kontrahenten und wurde auch vom Ring Magazine als neue Nummer 1 im Supermittelgewicht anerkannt. Seine Titel verteidigte er am 14. Oktober 2006 einstimmig gegen den Australier Sakio Bika (20-1) und feierte dabei auch sein Debüt auf HBO.
Da er sich weigerte, gegen den IBF-Pflichtherausforderer Robert Stieglitz anzutreten, um einen lukrativeren Kampf gegen den bekannteren Peter Manfredo (26-3) zu bestreiten, entzog ihm die IBF im November 2006 ihren WM-Titel. Gegen Manfredo gewann er dann im April 2007 durch TKO in der dritten Runde. Dies war zugleich seine 20. WBO-Titelverteidigung.
Am 3. November 2007 boxte er gegen den dänischen WBA- und WBC-Weltmeister Mikkel Kessler (39-0) und sicherte sich einen einstimmigen Punktesieg, womit er die WM-Titel der WBO, WBA und WBC vereinte. Der IBF-Titel war ihm 2006 kampflos entzogen worden, weshalb er alle vier bedeutenden WM-Titel einer Gewichtsklasse besaß. Mit 21 Titelverteidigungen des WBO-Titels zog er mit dem IBF-Rekord von Sven Ottke gleich.
Anschließend stieg Calzaghe ins Halbschwergewicht auf und besiegte am 19. April 2008 Bernard Hopkins (48-4) im Thomas & Mack Center in Las Vegas nach Punkten, wobei es sich um Calzaghes ersten Profikampf außerhalb Europas handelte. In der ersten Runde war Calzaghe zudem am Boden. Durch diesen Sieg wurde Calzaghe daraufhin vom Ring Magazine auch in dieser Gewichtsklasse als Nummer 1 bestätigt. Seinen nächsten Kampf bestritt er am 8. November 2008 im Madison Square Garden von New York City gegen Roy Jones (52-4), war in der ersten Runde erneut am Boden, übernahm dann aber die Kontrolle über den Kampf und gewann ungefährdet und einstimmig nach Punkten.
Am 5. Februar 2009 gab Calzaghe schließlich seinen Rücktritt vom aktiven Boxsport bekannt.

## Erfolge

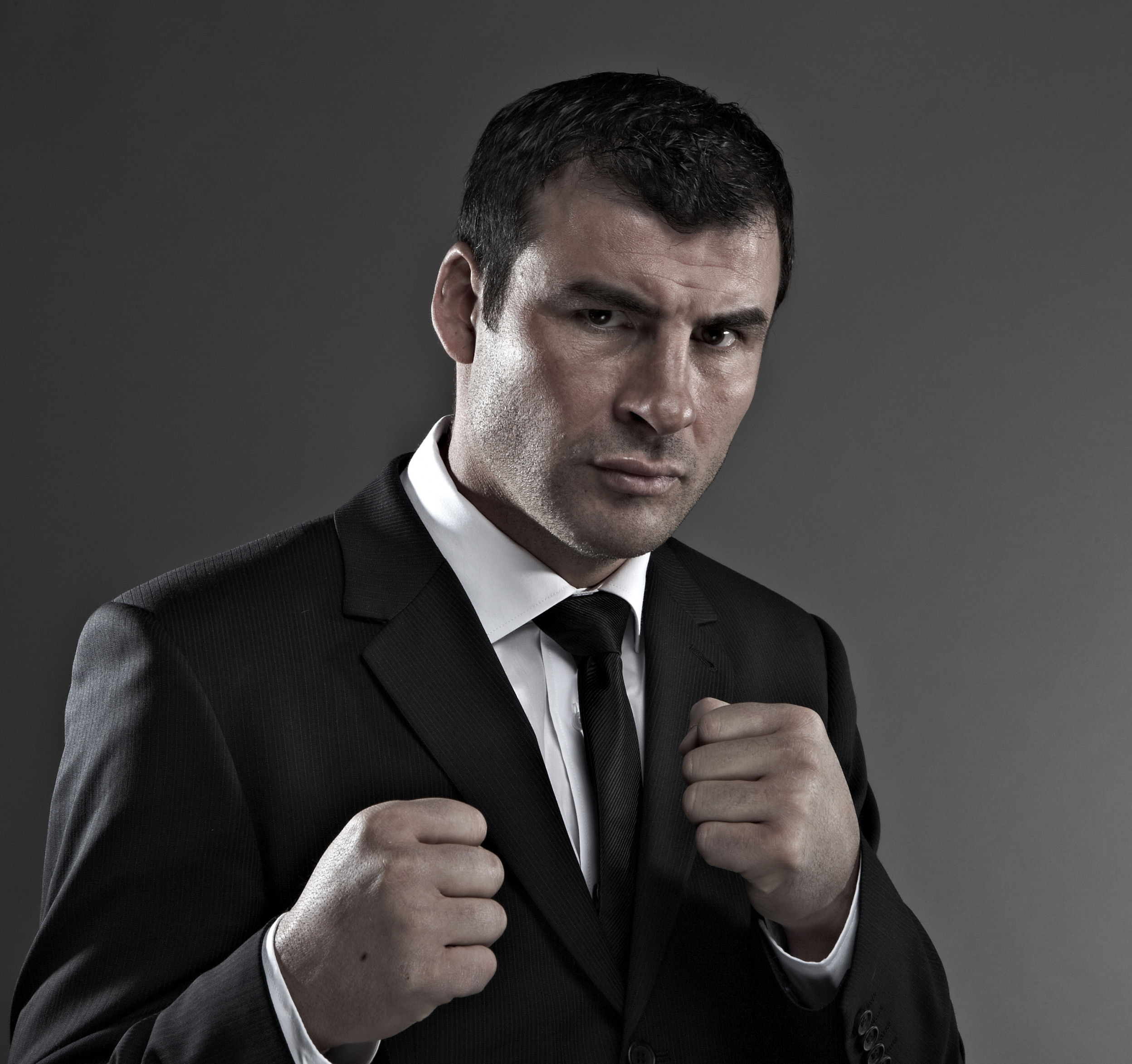
Calzaghe im Jahr 2007

- Amateurbilanz: 110 Siege – 10 Niederlagen
- Profibilanz: 46 Siege – 0 Niederlagen

- 1991: Britischer Amateurmeister im Weltergewicht
- 1992: Britischer Amateurmeister im Halbmittelgewicht
- 1993: Britischer Amateurmeister im Mittelgewicht

- 28. Oktober 1995: Britischer Meister im Supermittelgewicht (1 Titelverteidigung)
- 11. Oktober 1997: Weltmeister der WBO im Supermittelgewicht (21 Titelverteidigungen)
- 4. März 2006: Weltmeister der IBF im Supermittelgewicht (1 Titelverteidigung)
- 3. November 2007: Weltmeister der WBA und WBC im Supermittelgewicht

## Sonstiges
Am 26. November 2008 ernannte die britische Königin Elisabeth II. Joe Calzaghe zum „Commander des Order of the British Empire“.